# Susana Ros Martínez
Susana Ros Martínez (Benicàssim, 31 d'octubre de 1969) és una política valenciana, diputada al Congrés dels Diputats en la IX i X legislatures.